# Carmen Mondragón
Carmen Mondragón, conosciuta anche come Nahui Olin (Tacubaya, 8 luglio 1893 – Città del Messico, 23 gennaio 1978), è stata una pittrice, poetessa e modella messicana.

## Biografia
Carmen Mondragón era la quinta degli otto figli del generale Manuel Mondragón, Segretario di Guerra e Marina nel 1913. Sua madre era Mercedes Valseca. Carmen Mondragón ha ricevuto una educazione privilegiata prima in Messico e successivamente, fra il 1897 e il 1905, in Francia. Le attività professionali del generale Mondragón, specializzato nella progettazione di artiglieria, porta la famiglia in Spagna nel 1905, dove Carmen incontra il cadetto Manuel Rodríguez Lozano, che sarebbe diventato in seguito apprezzato pittore e che sposa il 6 agosto 1913. Sebbene il generale Mondragón venga mandato in esilio in Belgio dopo i fatti della "Decade tragica", Carmen Mondragón si trasferisce a Parigi con il marito, dove incontra Pablo Picasso, Diego Rivera, Henri Matisse e Jean Cassou. Qui sia lei che il marito cominciano a dedicarsi alla pittura. In seguito si trasferisce a San Sebastián, in Spagna, dove il fratello di Carmen, Manuel, ha uno studio fotografico. A San Sebastián, inizia a dipingere.
Dopo la separazione dal marito, dovuta a una presunta bisessualità di quest'ultimo, ha una tormentata relazione con il vulcanologo e pittore Gerardo Murillo, in arte Dr. Atl e con il capitano Eugenio Agacino, con il quale si stabilirà a Veracruz. Dopo la morte di questi, avvenuta nel 1934, inizia un declino artistico ed emotivo che la porterà a finire il resto dei suoi anni in povertà fino alla morte avvenuta nel gennaio 1978 nella vecchia casa paterna nel quartiere Tacubaya di Città del Messico.
Più che alle opere pittoriche e letterarie, il suo nome è rimasto legato alle famose foto di nudo, estremamente audaci per l'epoca, scattatele dai fotografi Edward Weston e Antonio Garduño.

## Opere letterarie
- Adriana Malvido, Nahui Olin, la mujer del sol, ISBN 84-7765-206-6, ISBN 978-8477652069.
- Pino Cacucci, Nahui, 2005, ISBN 88-07-01686-9.
- Dr. Atl, Gentes Profanas En El Convento, ISBN 970-727-034-9, ISBN 9789707270343.